# (7595) Växjö
7595 Vaxjo (1993 FN26) – planetoida z pasa głównego asteroid okrążająca Słońce w ciągu 4,69 lat w średniej odległości 2,8 j.a. Odkryta 21 marca 1993 roku.